# أليكساندروفاتس
أليكساندروفاك (Александровац) هي مدينة في راسينا في مقاطعة وسط صربيا في صربيا.

## توأمة
لأليكساندروفاتس اتفاقيات توأمة مع:
- نوفا جوريتسا

## أعلام
- ديميتري دافيدوفيتش
- ميودراغ يوفانوفيتش
- إيليا بوزولياتس